# Emil Lehnartz
Emil Friedrich Robert Lehnartz (* 29. Juni 1898 in Remscheid; † 10. Januar 1979 in Münster) war ein deutscher Physiologe und Hochschullehrer.

## Leben
Lehnartz wurde 1898 in Remscheid als Sohn eines Kaufmanns geboren. Er studierte an den Universitäten in Frankfurt am Main und in Freiburg, wo er promovierte. Seine Laufbahn begann er 1924 als Universitätsassistent. Im Jahr 1929 habilitierte er sich als Privatdozent für chemische Physiologie an der Universität Frankfurt am Main, wo er 1935 außerplanmäßiger Professor wurde. Während dieser Zeit trat er 1933 in die SA ein. Von 1936 bis 1939 arbeitete er als Oberassistent am physiologischen Institut der Georg-August-Universität Göttingen. Im Jahr 1939 wurde er in Münster zum außerordentlichen Professor ernannt, zwei Jahre später bekam er einen Forschungsauftrag der Deutschen Forschungsgemeinschaft, wo er über das Thema Untersuchungen über die Benzolvergiftung forschte. Sein Hauptforschungsgebiet war die Chemische Physiologie des Muskels und des intermediären Stoffwechsels. Im Jahr 1946 wurde er zum Ordinarius und Direktor des Instituts für Physiologische Chemie ernannt. Er war bis zu seiner Emeritierung 1966 an der Westfälischen Wilhelms-Universität in Münster tätig. Lehnartz vertrat die deutschen Hochschulen in zahlreichen nationalen und international orientierten Gremien, so war er 1954 und 1955 unter anderem Präsident des World University Service und von 1960 bis 1968 Präsident des Deutschen Akademischen Austauschdienstes sowie Vorsitzender der Deutsch-Englischen Gesellschaft in Düsseldorf (heute Deutsch-Britische Gesellschaft mit Hauptsitz in Berlin) und Vorstandsmitglied des Stifterverbandes für die deutsche Wissenschaft.

## Auszeichnungen
Lehnartz wurde mehrfach ausgezeichnet. Im Jahr 1960 bekam er das Große Bundesverdienstkreuz und 1968 das Große Bundesverdienstkreuz mit Stern verliehen. Im Dezember 1960 erhielt er die Auszeichnung eines Commander des Order of the British Empire. Im Jahr 1964 wurde er Offizier der französischen Ehrenlegion und 1965 Ehrendoktor der Hankuk University of Foreign Studies in Seoul. Er war außerdem Ehrendoktor der Universidade Federal do Ceará (Brasilien).

## Veröffentlichungen
- Nahrungsbedarf, Bedeutung und Aufgaben einzelner Nährstoffe, 1939
- Die Chemischen Voraussetzungen des Lebens, 1948
- Einführung in die chemische Physiologie, 1959
- Physiologische Chemie, 1951–1966
- Physiologische und Pathologisch-chemische Analyse, 1953–1966